# Avventure nell'occulto
Avventure nell'occulto (Tales of the Occult) è un'antologia del 1989 di racconti fantastici di vari autori (Isaac Asimov, Ray Bradbury, H.G. Wells, Fritz Leiber, Judith Merril, Edgar Allan Poe) sull'occulto o comunque simili al tema de Ai confini della realtà. Ogni storia ha una postilla in cui Asimov dà un commento e lo relaziona alla scienza moderna. In italiano il libro ha avuto anche un'edizione con il titolo di Occulto!.

## Racconti
Avventure nell'occulto (Tales of the Occult, 1989) ed. Mondadori 1993, comprende i seguenti racconti, nella traduzione di Giuseppe Lippi, quando non indicato diversamente.
- Introduzione - Isaac Asimov
- Sotto il bisturi (Under the Knife) - H. G. Wells
- I figli dello zodiaco (Children of the Zodiac, 1891) - Rudyard Kipling
- La cercatrice (The Girl Who Found Things, 1973) - Henry Slesar
- La banshee emigrata (The Emigrant Banshee) - Gertrude Henderson
- Il giovane signor Brown (Young Goodman Brown, 1835) - Nathaniel Hawthorne
- In uno specchio scuro (Through a Glass, Darkly, 1948) - Helen McCloy
- Cena muta (Dumb Supper, 1950) - Kris Neville
- Il cuore rivelatore (The Tell-Tale Heart, 1843) - Edgar Allan Poe (trad. Elio Vittorini)
- La casa e il cervello (The Haunted and the Haunters: or the House and the Brain Blackwood's, 1859) - Edward George Bulwer-Lytton (trad. Lidia Zazo)
- Mano d'uomo morto (The Dead Man's Hand, 1944) - Manly Wade Wellman
- La falce (The Scythe, 1943) - Ray Bradbury
- Il grande esperimento di Keinplatz (The Great Keinplatz Experiment, 1885) - Sir Arthur Conan Doyle
- Conosci Dave Wenzel? (Do You Know Dave Wenzel?, 1974) - Fritz Leiber
- Calura d'agosto (August Heat) - W. F. Harvey (trad. Lidia Zazo)
- Parlami di morte (Speak to Me of Death, 1950) - Cornell Woolrich(trad. Antonietta Francavilla)
- La donna che pensava di saper leggere (The Woman Who Thought She Could Read, 1958) - Avram Davidson
- Appuntamento nel tempo (Tryst in Time, 1936) - C. L. Moore
- Il melo di Blood (The Blood Seedling) - John Hay (trad. Maria Nicola)
- Il cercatore di persone scomparse e il sigillo di Salomone (The Tracer of Lost Persons and the Seal of Salomon Cypher) - Robert William Chambers (trad. Maria Nicola)
- La signorina Esperson (Miss Esperson, 1962) - August Derleth
- Il guardone (Peeping Tom, 1954) - Judith Merril
- Il dito che avanza (The Moving Finger, 1901) - Edith Wharton

Occulto! (Tales of the Occult, 1989) Newton Compton 1999, comprende i seguenti racconti, nella traduzione di Gianni Pilo, quando non indicato diversamente.
- Dal fantastico all'occulto (Introduzione) di Gianni Pilo
- L'Occulto (The Occult), introduzione di Isaac Asimov
- Sotto i ferri (Under the Knife) - H. G. Wells
- I Figli dello Zodiaco (Children of the Zodiac, 1891) - Rudyard Kipling
- La ragazza che trovava le cose (The Girl Who Found Things, 1973) - Henry Slesar
- La banshee emigrata (The Emigrant Banshee) - Gertrude Henderson
- Il giovane Onesto Brown (Young Goodman Brown, 1835) - Nathaniel Hawthorne
- Attraverso uno specchio, oscuramente (Through a Glass, Darkly, 1948) - Helen McCloy
- Cena muta (Dumb Supper, 1950) - Kris Neville
- Il cuore rivelatore (The Tell-Tale Heart, 1843) - Edgar Allan Poe (trad. Daniela Palladini)
- La casa e il cervello (The Haunted and the Haunters: or the House and the Brain Blackwood's, 1859) - Edward George Bulwer-Lytton
- La mano del morto (The Dead Man's Hand, 1944) - Manly Wade Wellman
- La falce (The Scythe, 1943) - Ray Bradbury
- Il grande esperimento di Keinplatz (The Great Keinplatz Experiment, 1885) - Sir Arthur Conan Doyle
- Conosci Dave Wenzel? (Do You Know Dave Wenzel?, 1974) - Fritz Leiber
- Caldo d'agosto (August Heat) - W. F. Harvey
- Parlami della morte (Speak to Me of Death, 1950) Cornell Woolrich
- La donna che pensava di saper leggere (The Woman Who Thought She Could Read, 1958) - Avram Davidson
- Appuntamento nel tempo (Tryst in Time, 1936) - C. L. Moore
- La piantina di Blood (The Blood Seedling) - John Hay
- Il Rintracciatore di Persone Scomparse e il Sigillo dello scritto cifrato di Salomone (The Tracer of Lost Persons and the Seal of Salomon Cypher) - Robert William Chambers
- La signorina Esperson (Miss Esperson, 1962) - August Derleth
- Tom, il ragazzo che "spiava" (Peeping Tom, 1954) - Judith Merril
- Il tocco commovente (The Moving Finger, 1901) - Edith Wharton

## Edizioni
- Isaac Asimov, Martin Greenberg, Charles G. Waugh, Avventure nell'occulto, traduzione di Giuseppe Lippi, I ed., Oscar Mondadori, 1993, ISBN 88-04-37554-X.
- Occulto!: ventidue straordinari racconti del soprannaturale, a cura di Isaac Asimov, Martin H. Greenberg e Charles G. Waugh; introduzione all'edizione italiana di Gianni Pilo, Newton Compton, 1999